# 秦偉連續性侵案
秦偉連續性侵案，是一件涉及在台灣犯罪的連續性侵之案件，在於2016年7月被首次揭露。主要嫌犯為藝人秦偉，2016年被十多名女子指控犯下秦偉連續強姦案，臺北地檢署主動剪報分案，並指派檢察官偵辦，2016年11月4日，臺北地檢署認定秦偉涉嫌從2002年到2013年間性侵或猥褻八名女性，其中還有兩名被害人未成年，甚至有14歲少女。檢方認定秦偉犯下強制性交七次，強制性交未遂三次，具體求刑41年，並建請法官重判，秦偉因多案在身，而暫停演藝活動中。2018年8月8日，秦偉被控性侵8人，經台北地方法院審理後，認定3人被害，各判刑4年，共12年，合併執行有期徒刑8年。2019年4月30日，台灣高等法院二審宣判，駁回檢方與秦偉上訴，維持一審合併應執行有期徒刑8年量刑。2020年4月9日，最高法院三審宣判，其中性侵2女部分，以2個強制性交罪各判刑4年定讞，性侵女造型師部分撤銷並發回更審，性侵其餘5人部分無罪確定。4月14日，秦偉發監台中監獄執行。12月，性侵女造型師部分，判刑4年。台灣高等檢察署檢察官向高院聲請針對秦偉所犯3罪，定應執行刑。高院裁定指出，經審酌秦偉所犯各罪犯罪類型、行為態樣、動機均相同或相類，責任非難重複程度較高，裁定3罪應執行有期徒刑7年8月。

## 案情
2016年7月，秦偉陷入多起性侵疑雲。一位化名為「濱小步」的造型師出面爆料，秦偉在最近的十幾年來，對大量的女性誘姦或強姦，事後安撫該等女子，假意交往，卻全部始亂終棄。有八名女子出面泣訴，據說還有數十人尚未出面。
受害人指控，秦偉的花招百變，曾經躲在門後，等待女子進門，隨即以蠻力壓制並強姦。除了強制的手法，他向女子求歡的方式，通常是花言巧語，他也會說「想要你幫我生個小孩」，隨即戴上保險套並強姦。還說過「白龍王指示他需要採陰補陽」，要求女方為他補身，隨即性侵。甚至還說自己發燒了、要透過性交來退燒。第七名女子表示，秦偉到教會作禮拜、或相約到寺廟禮佛、祈福，都只是設法勾引女性以便回家姦淫，但事實上秦偉根本無宗教信仰，第八名女子表示，自己在未成年時就被秦偉多次帶到廉價旅社開房間姦淫；後來秦偉為了節省開支，居然不開房間，在車上就直接姦淫她。秦偉姦淫的對象中，還有四名未成年少女，甚至有人為其墮胎。第十三名女子則表示，自己當時被硬帶到房間去，被迫獻出初夜，秦偉卻問她為甚麼沒有流血，她去廁所後發現流血了，跟秦偉說，秦偉竟迅速衝到廁所看血跡，她覺得秦偉似乎對處女情有獨鍾。
對於這些爆料，記者請秦偉回應，但秦偉只說自己不是萬人迷，隨即關閉臉書頁面，神隱無蹤。7月7日尼伯特颱風侵襲臺灣前夕夜間，在律師陪伴下，秦偉召開記者會，哭訴自己沒有性侵，也沒有利用教會長輩名義詐財，並數度鞠躬道歉，坦承「感情上有極大問題」，多次提及自己因「感情偏差」鑄錯。被問及何謂「感情偏差」，秦偉說只是「感情有問題」；對於被指控「性侵未成年少女」一事，他沈默數十秒後，表示「想說的都在聲明稿」，而後離去。
此外女教友也指控，在教會中，秦偉會對女教友各種性騷擾，在女教友耳旁吹氣，也時常有襲胸的行為。7月10日，秦偉所屬的「藝人之家」教會，也表示決定將秦偉「暫停所有服事和聚會」，教會向秦偉喊話，希望他能正視自己所犯的錯，並認為「真心的悔改不在於美麗的詞彙，或繼續找任何的理由來掩飾自己」。更直言教會應該是認識耶穌基督的地方，不料卻有女性在此受害，藝人之家致上最大的歉意。
2016年11月4日臺北地檢署偵結「秦偉性侵案」，認定秦偉涉犯7個強制性交罪、3個強制性交未遂罪，被害人當中還包括未成年，其中最小的是一名年僅14歲的女學生，檢方將秦偉起訴，具體求刑41年。《壹週刊》報導，「濱小步」爆料，秦偉染指的對象包括一位江湖大哥的女朋友，使該位大哥憤慨異常，於是花錢蒐証、四處探訪，掌握了一份「七十人名單」，名單中的七十多名女性都是遭秦偉性侵的受害者，人數之多，讓人不寒而慄。「濱小步」勸該位大哥把名單公開，卻遭到該大哥婉拒，該大哥認為因為名單上許多遭秦偉蹂躪的女性已經嫁為人婦，大哥不想造成二度傷害，故不願公開。秦偉委任律師只表示目前秦偉已失聯，聯繫不到秦偉。